# Castelnau-Montratier (Castelnau-Montratier)
Castelnau-Montratier korábbi község Franciaországban, Lot megyében. Lakosainak száma 1749 fő (2018. január 1.). Castelnau-Montratier Labarthe, Molières, Montfermier, Sauveterre, Vazerac, Saint-Paul-Flaugnac, Pern, Sainte-Alauzie és Saint-Paul-de-Loubressac községekkel határos.
2017. január 1-jén Sainte-Alauzie korábbi községgel egyesült és az így létrejött (azonos nevű) Castelnau-Montratier új község része lett.

## Népesség
A település népességének változása:
| Lakosok száma | 1838 | 1809 | 1946 | 1772 | 1749 |
|               | 2013 | 2015 | 2016 | 2017 | 2018 |